# Adolf I d'Alemanya
Adolf I d'Alemanya, Adolf I de Germània o Adolf de Nassau (c. 1255- 2 de juliol de 1298) va ser rei de Germània i dels Romans (1292-98); pertanyia a la família dels Nassau. Va ser comte de Nassau a Wiesbaden, Idstein i Weilburg, i landgravi de Turíngia.
Era membre de la petita noblesa. Va néixer cap a l'any 1255 i era fill del comte Walram II de Nassau i de Adelheid de Katzenelnbogen. No va tenir cap influència ni poder, i va ser elegit com a rei dels romans a causa de la preferència dels electors per un feble governant; fou elegit en una revolta dels electors contra els Habsburg, a la mort de Rudolf I d'Habsburg. La seva elecció va ser en gran part assegurada a través de la influència de l'arquebisbe-elector de Magúncia i Colònia. Va ser coronat rei d'Alemanya (rei de romans) el 2 de juny de 1292 a Aquisgrà. Mai va ser coronat pel Papa a Roma, que li havia d'haver assegurat el seu títol d'emperador. Va fundar el convent de Clarenthal prop de Wiesbaden el 1296.
L'aliança amb Eduard I d'Anglaterra (1294) contra Felip IV de França i el desig de reforçar l'autoritat imperial contra els grans senyors feudals provocaren la reacció dels electors. Per les seves intents de reclamar territoris en Turíngia, els seus partidaris van canviar d'opinió, i en el seu lloc van elegir Albert I d'Habsburg l'any 1298. Adolf es va negar a acceptar la decisió i per això va ser mort en la batalla de Göllheim (prop de Spira) contra Albert I d'Habsburg el 2 de juliol de 1298. Fou destronat a Magúncia –en el que va ser el primer cas de deposició feta sense intervenció del papa–, vençut i mort.

## Família i fills
Es va casar amb Imagina de Limburg, filla de Gerlach I d'Isenburg i Imagina de Blieskastel. Els seus fills van ser:
- Enric; morí jove.
- Rupert; va morir el 2 desembre 1304.
- Gerlach I de Nassau-Wiesbaden.
- Adolf (1292-1294).
- Walram III de Nassau-Wiesbaden.
- Adelheid, Abadesa de Klarenthal; va morir el 26 maig 1338.
- Imagina; morí jove.
- Matilde (abans de 1280 - 19 juny de 1323, Heidelberg), es va casar amb Rodolf I, duc de l'Alta Baviera i comte Palatí del Rin